# Emilijan Stanew

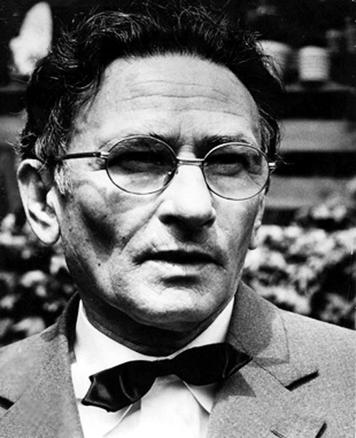

Emilijan Stanew (bulgarisch Емилиян Станев, eigentlich Никола Стоянов Станев Nikola Stojanow Stanew; * 28. Februar 1907 in Weliko Tarnowo; † 15. März 1979 in Sofia) war ein bulgarischer Schriftsteller.

## Leben
Stanew ist einer der  profiliertesten Vertreter der mittleren bulgarischen Schriftstellergeneration. Er wurde als Sohn eines Beamten geboren und besuchte kurze Zeit die Akademie der schönen Künste. Stanew studierte Finanz- und Kreditwesen an der Universität für National- und Weltwirtschaft. Erste literarische Veröffentlichungen erschienen 1931. Sein Werk charakterisiert Stanew als philosophischen und moralischen Denker. Neben seinen gesellschaftskritischen und historischen Werken verfasste er viele Bücher für Kinder und Jugendliche, die von einem tiefen Verständnis für die Natur geprägt sind, sowie Märchen. Er zählt heute zu den bedeutendsten bulgarischen Schriftstellern und gilt als Meister der Kurzgeschichte. Sein Debüt gab er 1933 mit dem Werk Lockender Flitter. Weitere Werke sind An einem stillen Abend (1947) und Der Pfirsichdieb (1948), diese wurden in viele Sprachen übersetzt, z. B. französisch, italienisch und deutsch. Für sein Werk Iwan Kondarew (dt.: Heißer Sommer), in dem es um das Bild des Septemberaufstandes 1923 ging, erhielt er den Dimitrow-Preis, die höchste Auszeichnung des Landes. Sein Werk Wolfsnächte umfasst zehn Tier- und Jagdgeschichten, die er vor und nach der Befreiung seines Landes schrieb.
Anlässlich seines 100. Geburtstages und als Anerkennung für seinen Beitrag zum Literatur- und Kulturerbe der Welt erklärte die UNESCO das Jahr 2007 zum Emilijan-Stanew-Jahr.

## Werke
- Der Jäger Mirju und ich. Alfred Holz Verlag, Berlin 1957. (Януарско гнездо. 1953).
- Iwan Kondarew, dt.Heißer Sommer. (Иван Кондарев. 1958).
- Der Pfirsichdieb. Insel, Leipzig 1967. (Крадецът на праскови. 1964). Insel-Bücherei 869
- Wolfsnächte. Neues Leben, Berlin 1968. (Вълчи нощи. 1943).
- Das naschhafte Bärchen. Kinderbuchverlag, Berlin 1972. (Лакомото мече. 1944).
- Der Antichrist. Rütten und Loening, Berlin 1974. (Антихрист. 1970).
- Durch Wald und Flur. Sofia-Press, Sofia 1980. (През гори и води. 1943).
- An einem stillen Abend. Neues Leben, Berlin 1983. (B тихa вeчep. 1960).